# Netgear
Netgear (englisch Netzausrüstung) ist ein US-amerikanisches Unternehmen mit Sitz im Silicon Valley, das Geräte für Datennetze konstruiert und vertreibt.

## Geschichte
Gegründet wurde Netgear als Tochtergesellschaft von Bay Networks zwecks Erweiterung in die Sparte Small Office, Home Office. Im Jahr 1998 kaufte Nortel die Muttergesellschaft und überließ Netgear im Februar 2002 den beteiligten Investmentfonds, worauf im Jahr 2003 der Börsengang von Netgear folgte. Am Ende jenes Jahres hatte Netgear rund 200 Mitarbeiter und verzeichnete rund 300 Millionen US-Dollar Umsatz.
Netgear vertreibt seine Produkte weltweit über vielfältige Handelskanälen, darunter Einzelhändler, Online-Händler, Großhändler sowie Netzbetreiber. Die Netgear-Aktien werden seit 2003 an der NASDAQ unter dem Kürzel NTGR gehandelt.

## Produkte

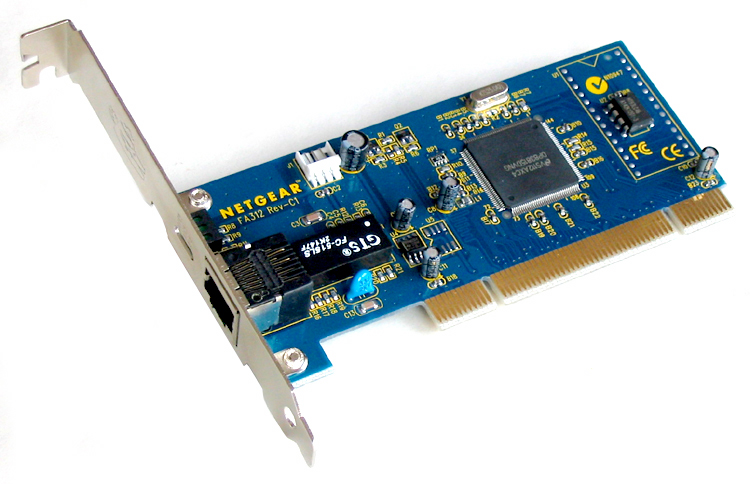
Eine Wake-on-LAN-fähige Netzwerkkarte von Netgear.

Erste Produkte von Netgear betrafen Ethernet und ISDN. Um die Jahrhundertwende wurde neben Ethernet der Breitband-Internetzugang und WLAN zur wesentlichen Technik für Netgear.
Netgear konkurriert im Bereich für Privatanwender etwa mit Apple, Belkin, AVM, Devolo, Roku und Western Digital, im Geschäftsbereich mit Buffalo, Dell, D-Link, Cisco, Huawei, QNAP, Seagate, Synology und ebenfalls Western Digital. Als Ausrüster für Netzbetreiber sind Hersteller wie D-Link, Motorola, Pace, Sagem, ZTE, ZyXEL oder wiederum Huawei Konkurrenten von Netgear.

### Router und Modemrouter
Für unterschiedliche Einsatzbereiche bietet Netgear Router zur Internetanbindung, für den deutschen Markt spezielle mit DSL-Modem für Verbindungen mit VDSL und ADSL2+. Diese haben die Zusatzkennung B im Namen und sind kompatibel gemäß Annex B und z. T. auch zu Annex J. Im Jahr 2013 bietet Netgear WLAN-Produkte nach dem Standard IEEE 802.11 mit Geschwindigkeiten bis 1300 Mbit/s. Netgear offerierte im Jahr 2012 den weltweit ersten Router mit 802.11AC-Technik.

### Powerline
Neben kabellosen Verbindungen ist Netgear auch Hersteller von Powerline-Adaptern. Diese nutzen die DLAN-Technik nach dem weitverbreiteten Homeplug-Standard mit 500 MBit/s Brutto-Übertragungsrate. Der Standard garantiert nach IEEE 1901 Interoperabilität mit anderen Herstellern wie Devolo oder AVM.

## Spionage-Vorwürfe
Im Januar 2014 wurde von heise Security aufgedeckt, dass in Netgears Routern sowie in Routern anderer US-amerikanischer Routerhersteller eine Backdoor eingebaut ist, die es sowohl dem Internetdienstanbieter als auch Dritten extern über das Internet erlaubt, sämtliche Konfigurationsdaten des Routers auszulesen und zu manipulieren, darunter auch die Passwörter für den Administratorzugang des Routers, das WLAN, den DSL-Zugang, Proxy-Server und DynDNS-Dienste sowie Passwörter und Zertifikate für VPNs. Demnach wird das Auslesen und Manipulieren dieser Daten durch einen undokumentierten Dienst ermöglicht, der in die Router-Software integriert ist. Darüber hinaus sei es möglich, den gesamten Datenverkehr des Routers umzuleiten und vollständig zu überwachen. Als Reaktion darauf stellte Netgear am 7. April 2014 ein Sicherheits-Update zur Verfügung, das die Backdoor angeblich schließen solle. Der Reverse-Engineer Eloi Vanderbeken stellte in einer Analyse jedoch fest, dass die Hintertür von Netgear mit dem angeblichen Sicherheits-Update nicht geschlossen, sondern nur besser versteckt und sogar ausgeweitet wurde. Daraus folgern Vanderbeken sowie heise Security und andere Sicherheitsforscher, dass die Backdoor von Netgear und den anderen Routerherstellern nicht versehentlich, sondern absichtlich eingebaut wurde.
Im Netgear-Supportforum wiesen Anwender seit 2003 auf Anzeichen der Backdoor hin. Netgear ignorierte diese Anfragen. Sicherheitsforscher gehen aufgrund einiger von Edward Snowden im Rahmen der Spionageaffäre 2013 veröffentlichter Geheimdienstdokumente davon aus, dass die Hintertür von Netgear bewusst eingebaut wurde, um Sicherheitsbehörden jederzeit vollständige Zugriffe und die vollständige Überwachung auf die Router zu ermöglichen.

## Anwender-Registrierung
Ab Firmware-Version 1.0.5.4 erfordert der Vollzugriff auf die Bedienoberfläche mittels Browser eine Anwender-Registrierung.